# Château de Tauriers
Le château de Tauriers est un château situé à Tauriers, en France.

## Description
Il subsiste, du Moyen Âge, le donjon près d'un logis du XVIIe siècle.

## Localisation
Le château est situé sur la commune de Tauriers, dans le département français de l'Ardèche.

## Historique
L'édifice est inscrit au titre des monuments historiques en 1926.
Le portail est surmonté des armes et de la couronne comtale de la famille Comte de Tauriers.